# (34419) Corning
(34419) Corning (2000 SA7) – planetoida z grupy pasa głównego asteroid okrążająca Słońce w ciągu 4,08 lat w średniej odległości 2,55 j.a. Odkryta 20 września 2000 roku.